# Helmuth Furch

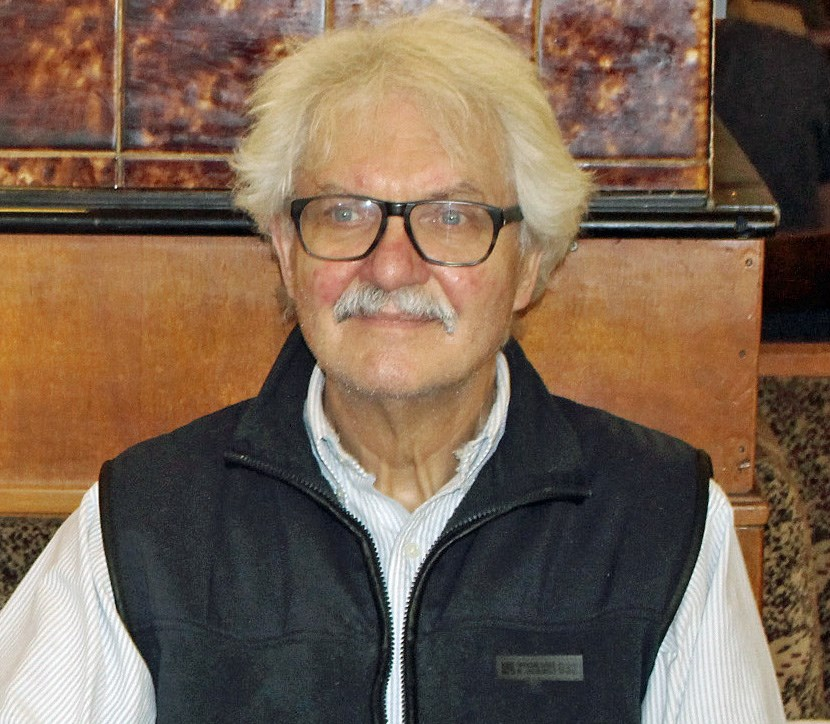
Helmuth Furch, 2017

Helmuth Furch (* 25. September 1947 in Grimmen) ist ein österreichischer Lehrer und Autor.

## Leben
Helmuth Furch wurde 1955 österreichischer Staatsbürger und besuchte in Wien die Schottenfelder Realschule und maturierte am TGM, Abteilung Nachrichtentechnik. In den 1970er Jahren löste sich seine Sprachbehinderung auf, womit er in den Lehrberuf wechseln konnte. Ab 1977 unterrichtete er Schüler im Polytechnischen Lehrgang. Ab 1968 lebte Helmuth Furch auch in Kaisersteinbruch im Burgenland, wo er 1990 den Museums- und Kulturverein Kaisersteinbruch und das Steinmetzmuseum Kaisersteinbruch gründete.

## Auszeichnungen

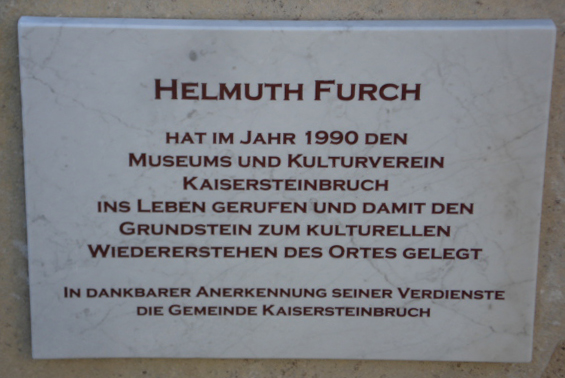
Ehrentafel in Kaisersteinbruch zum 70. Geburtstag

- 1992: Förderpreis für den Bereich Geisteswissenschaften der Burgenlandstiftung – Theodor Kery
- 1997: Goldene Verdienstmedaille der Diözese Eisenstadt
- 2000: Ehrenzeichen des Landes Burgenland
- 2017: Ehrentafel von der Gemeinde Kaisersteinbruch – den Museums- und Kulturverein Kaisersteinbruch ins Leben gerufen – zum 70. Geburtstag

## Publikationen
- Vom Heiligenkreuzer Steinbruch zu Kaisersteinbruch. Ein Beitrag zum 60. Bestandsjubiläum des Burgenlandes, herausgegeben von der Gemeinde Kaisersteinbruch. Kaisersteinbruch 1981.
- 400 Jahre Kaisersteinbruch. 1590–1990. Museums- und Kulturverein Kaisersteinbruch, Kaisersteinbruch 1990.
- Elias Hügel, Hofsteinmetzmeister. 1681–1755. Kaisersteinbruch 1992, ISBN 978-3-9504555-2-6.
- Historisches Lexikon Kaisersteinbruch. Band 1. A–H. Museums- und Kulturverein Kaisersteinbruch, Bruckneudorf-Kaisersteinbruch 2002.[3]
- Historisches Lexikon Kaisersteinbruch. Band 2. I–Z. Museums- und Kulturverein Kaisersteinbruch, Bruckneudorf-Kaisersteinbruch 2004.[4]